# Ромська музика

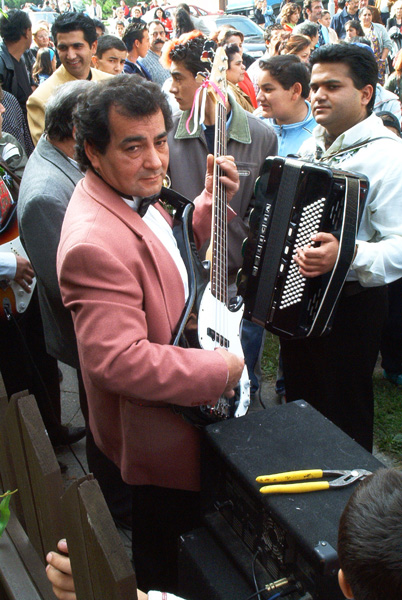
Ромські музики на весіллі в Чехії, 2005 рік

Ромська музика (часто її називають циганською музикою, що іноді вважається принизливим терміном) — музика ромського народу, яка походить із північній Індії, але сьогодні живуть переважно в Європі.
Історично кочовий народ, хоча зараз переважно осілий, роми здавна діяли як артисти та торговці. У багатьох місцях проживання ромів вони стали відомі як музиканти. Подолані великі відстані принесли безліч впливів: арабської, візантійської, французької, німецької, грецької, угорської, індійської, перської, румунської, слов'янської, іспанської, турецької та єврейської музичних форм.
Важко визначити параметри єдиного ромського музичного стилю, оскільки існує багато відмінностей у мелодичних, гармонічних, ритмічних і формальних структурах від регіону до регіону. Тексти ромських пісень часто співаються на одному або кількох діалектах ромської мови, а виконання ромської музики часто супроводжується танцями.
Квінтесенцією іспанського фламенко є значною мірою музика (і танець, або навіть культура) ромського народу Андалусії.

## Оригінальна ромська музика
Оригінальні ромські народні пісні, які не походять із країн, де проживають роми, відносно рідкісні. Ця особлива народна музика переважно вокальна і складається з повільних жалібних пісень і швидких мелодій, які можуть супроводжуватися танцями. Швидкі мелодії супроводжуються цоканням язиком, плесканням у долоні, басами, клацанням дерев'яних ложок та іншими прийомами.
У ромській музиці різних територій можна виділити п'ять основних компонентів. Перший — це використання трьох голосів або партій: мелодичної лінії, терци та квінти за допомогою вокалізації або інструментів. По-друге, синкопація, коли музика починається відразу після такту, зберігаючи послідовний ритм. По-третє, музика звучить у різних фразах, тобто вхід і вихід різних музичних тем відчуваються в різний час протягом пісні через ритм чи інструменти. Четвертий — гармонія, де мінорний тональний центр часто використовується замість мажорного. Останнім є спів, де підкреслюються природні вокальні здібності.
Розвиток ромської музики починається з гри на таких інструментах, як лютня, наприкінці 1400-х років в Угорщині та Італії. Роми виступали б з неромами як артисти в будь-якому аспекті виступу. Зрештою, коли організована релігія набула популярності, виступи стали менш помітними, а іноді й забороненими для неромського населення, тому роми заповнили всі професійні розважальні заклади. Вони також виступали на життєвих подіях, таких як весілля, хрещення, похорони та обрізання. Оскільки для ромів не існує єдиної національної держави, вони часто були змушені створювати власний життєвий простір у країнах, де вони оселилися. Музичні та культурні впливи були взяті з країн, де вони жили, і включені в їх власну музику, наприклад інструменти, мови та тематику самої музики. Деякі пісні містять ромську мову.

## Сільська музика
Більшість ромської музики базується на народній музиці тих країн, через які роми пройшли чи оселилися. Переймається та виконується місцева музика – зазвичай інструментальні – і повільно він трансформується в ромські стилі, які зазвичай складніші за оригінальні стилі. У свою чергу, ромська музика значно вплинула на місцеву музику. Серед них стали найвідомішими угорські версії, хоча приклади ромської музики в інших країнах також збереглися.
Цей регіональний аспект ромської музики яскраво виражений у документальному фільмі Лачо Дрома, який розповідає про ромську музику від Північної Індії до Єгипту, Туреччини, Румунії, Угорщини, Словаччини та Франції, закінчуючи Іспанією.

### Іспанія
Роми Іспанії (іберійський народ Кале) зробили значний внесок у андалузьку музичну традицію, відому як фламенко. І широко визнана як ромська музика, оскільки вона була створена ромами як відповідь на гноблення. Фламенко тісно пов'язане з цією етнічною приналежністю, і значна частина відомих артистів фламенко є людьми іберійського кале.

### Болгарія
Через значну кількість ромського населення в Болгарії музика цієї етнічної групи дуже популярна. Чалгамата також грають ромські музиканти в Болгарії.

### Румунія

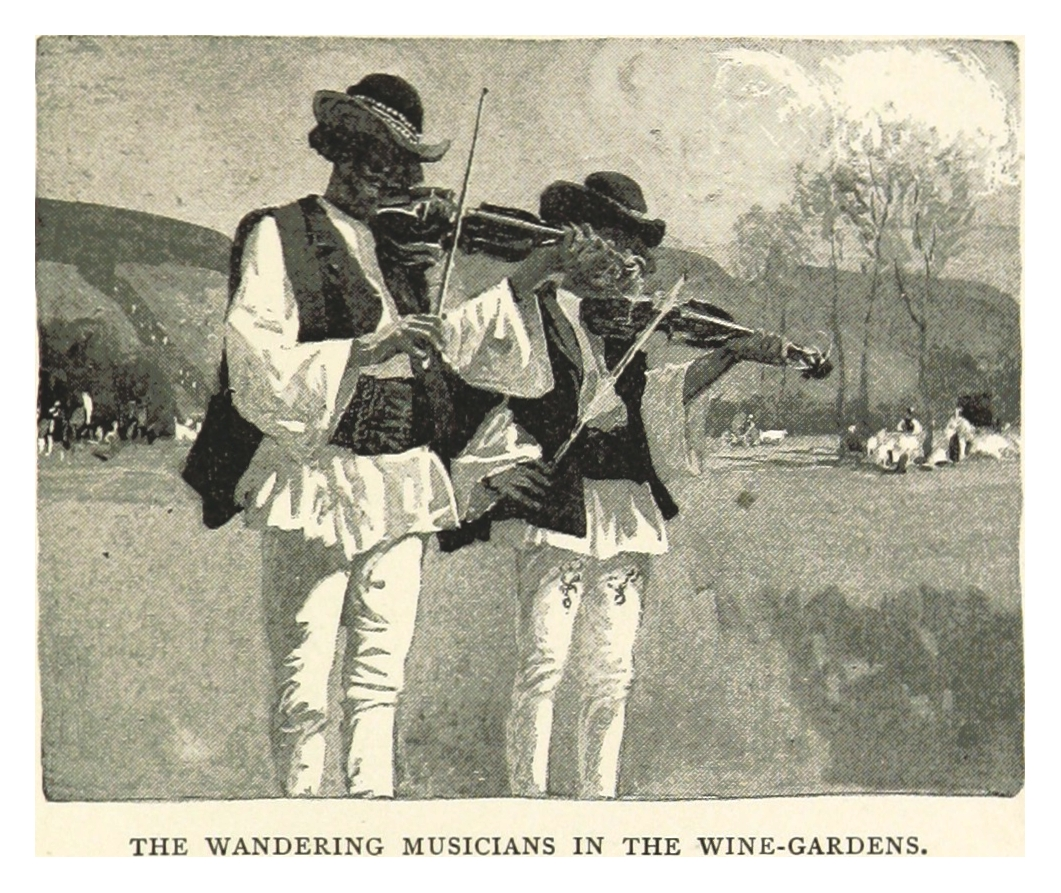
Мандрівні музики у винних садах Трансільванії (Пенелл, 1893)

Лаутари — традиційні ромські музики, які грали на різних заходах (весіллях, похоронах тощо).
Жанр манеле, який є дуже популярним у Румунії, також підтримується ромськими етнічними музикантами.
Вважається, що це було зроблено турецькими ромами, які принесли східні впливи, змішані з ромською музикою та танцями. Зазвичай його вважають нижчим класом через те, що він асоціюється з ромами.

### Росія
Хором в Росії був хор Соколовського.
У 1931 році в Москві був заснований громадський ромський театр Ромен Театр, який включив ромську музику і танці в театральні вистави.

### Сербія
Ромські музичні стилі поширилися Сербією в османський період.

### Туреччина
Роми відомі всій Туреччині своєю музичною майстерністю. Їх міська музика доносила до публіки відлуння класичної турецької музики через мейхане або таверну. Цей тип музики фасил (стиль, який не слід плутати з формою фасил класичної турецької музики) у поєднанні з їжею та алкогольними напоями часто асоціюється з низьким класом турецького суспільства, хоча його також можна знайти в більш «респектабельних» закладах в сучасний час.
Роми також вплинули на сам фасил. Танцювальна музика (oyun havası), яка звучить у мюзик-холах, необхідна в кінці кожного фасила, поєднується з османськими ракками або мотивами танцю живота. Ритмічне остинато, що супроводжує інструментальну імпровізацію (ritimli taksim) для танцю живота, є аналогом класичної газелі, вокальної імпровізації у вільному ритмі з ритмічним акомпанементом. Популярними музичними інструментами в цьому виді фасилу є кларнет, скрипка, канун і дарбука. Кларнетист Мустафа Кандиралі — відомий фасил-музикант.

## Балкани
Типовий тип ромської музики відомий як таллава. Таллава виникла у ромській меншині в Косово в 1990-х роках. Пізніше жанр таллави був прийнятий серед групи Ашкалі. Таллава поширена в Албанії. Цей жанр має вплив інших музичних жанрів, таких як грецька (скіладіко) і болгарська (чалга). Він також змішався з турецькою (арабеска), арабською (арабська поп-музика), сербською (турбо-фолк) та албанською музикою.

## Угорщина

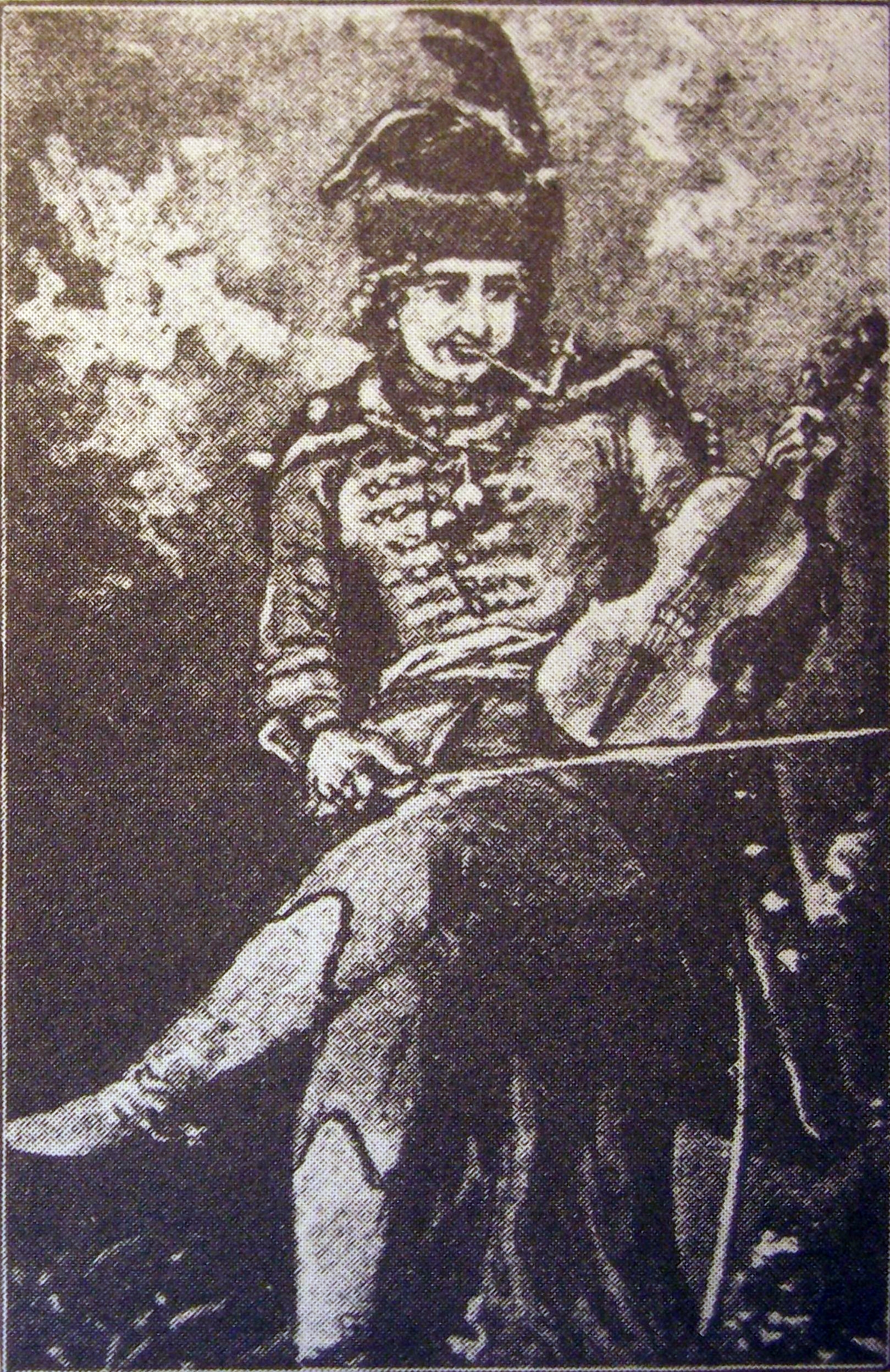
Панна Цінка

Оркестр і фольклорний ансамбль Райко відомі тим, що з 1952 року зберігають угорську ромську музику, танці та культуру костюмів. Їх творчість продовжує традиції столітніх поколінь. Їхні виступи можна побачити на багатьох майданчиках, зокрема в Дунайському палаці у Будапешті протягом сезону з 1 травня по 31 жовтня.
Ще одна відома ромська музична формація — Ando Drom. Заснований Єно Жиґо у 1993 році, фонд Ando Drom служить для популяризації ромського мистецтва, заохочення молодих талантів і надання можливості ромам познайомитися з власною культурою в громаді, серед іншого, через створення гурту Ando Drom, групи, яка є піонером переосмислення ромської музики і танцю. Їхня музика має сучасний характер. Крім ромських народних пісень, вони грають своєрідну міську ромську музику, яка надає голос сучасній реальності громади. Вони уникають реконструкції манер старих музикантів і співаків або їх стилю.
Традиційно існує два типи ромської музики: одна виконується для неромської аудиторії, інша створюється в ромській громаді. Музика, яка виконується для сторонніх, називається «циганська музика», що є розмовною назвою, що походить від Ференца Ліста. Музику, яку грають між собою, вони називають «народною». Незважаючи на те, що ромські музики в Угорщині згадуються в книгах з XV століття, музикування як заняття не набуло широкого поширення серед ромів до другої половини XVІІІ століття. Роми почали розвивати етнічну музичну культуру з 1970-х років і отримали статус національної меншини в Угорщині. Двома відомими ромськими музикантами XVІІІ століття були Міхай Барна та Панна Цінка. В оркестрі останньої були дві скрипки («прим» і «контра»), цимбали та контрабас.
Розквіт ромської музики в останні десятиліття XVIII століття був спровокований угорським націоналістичним рухом. У музиці та танцях почали розвиватися нові жанри. Ромські гурти виступали в більшій кількості місць, таких як парки, набережні. Під заступництвом аристократів ромські музиканти почали більше пізнавати віденський класицизм і європейську музичну культуру. Унікальна гармонізація угорської «циганської музики» почала відрізнятися від її балканського побратима. Це було одним із головних факторів західноєвропейського успіху угорської «циганської музики». Ця музика була екзотичною, але доступною для широких мас. Ще одним фактором успіху стала традиція гри без очок. Це ще більше популяризувало ромських музикантів, оскільки вони вивчали та грали музику на слух. Ромські оркестри спочатку складалися зі струнних, арфи та дуди. Пізніше арфа була замінена цимбалами. Гармонії, що супроводжують мелодії, стали більш домінуючими в їхній музиці. На зміну дуді прийшли кларнет і тарогато. На інструментування вплинули західні класичні впливи, тому найпопулярнішою формою були: дві скрипки (prímás і kontras), цимбалом, контрабас. Більші гурти мали кларнет, віолончель, а пізніше скрипку (tercprímás).
На початку ХІХ століття представниками національної музики стали ромські музиканти. Під час Угорської революції 1848 року в Угорщині ромські гурти грали свою музику для солдатів до та після бою, щоб підбадьорити та розважити їх. Після поразки у війні ці музиканти отримали велику повагу в країні. Ромська музика стала символом бажаної свободи. Приблизно в середині століття з'явився новий жанр під назвою magyar nóta. Композитори того часу хотіли звучати більше як західноєвропейська музика, розширивши форму народної пісні та взявши деякі елементи західного стилю. Цей жанр також виконували ромські музиканти, тому його також почали називати «циганською музикою». Найвідомішим ромським композитором цього століття був Піста Данко (1858—1903).

## Західна Європа
У Франції популярний циганський джаз.